# Рыжковка (Могилёвская область)
Ры́жковка (бел. Рыжкаўка) — деревня в составе Следюковского сельсовета Быховского района Могилёвской области Республики Беларусь.

## История
В 1865 году в составе Кузьковичской волости Быховского уезда Могилевской губернии.

## Население
- 2010 год — 77 человек